# Suraua
Suraua era una comuna suiza del cantón de los Grisones, situada en el distrito de Surselva, círculo de Lumnezia/Lugnez. Limitaba al norte con las comunas de Vella y Cumbel, al este con Duvin, al sur con Sankt Martin, y al oeste con Vignogn y Degen. 
La comuna había sido el resultado de la fusión el 1 de enero de 2002 de las comunas de: Camuns, Surcasti, Tersnaus y Uors-Peiden. Posteriormente, El 1 de enero de 2013 se fusionó con las antiguas comunas de Cumbel, Degen, Lumbrein, Morissen, Vignogn, Vella y Vrin para constituir la nueva comuna de Lumnezia.

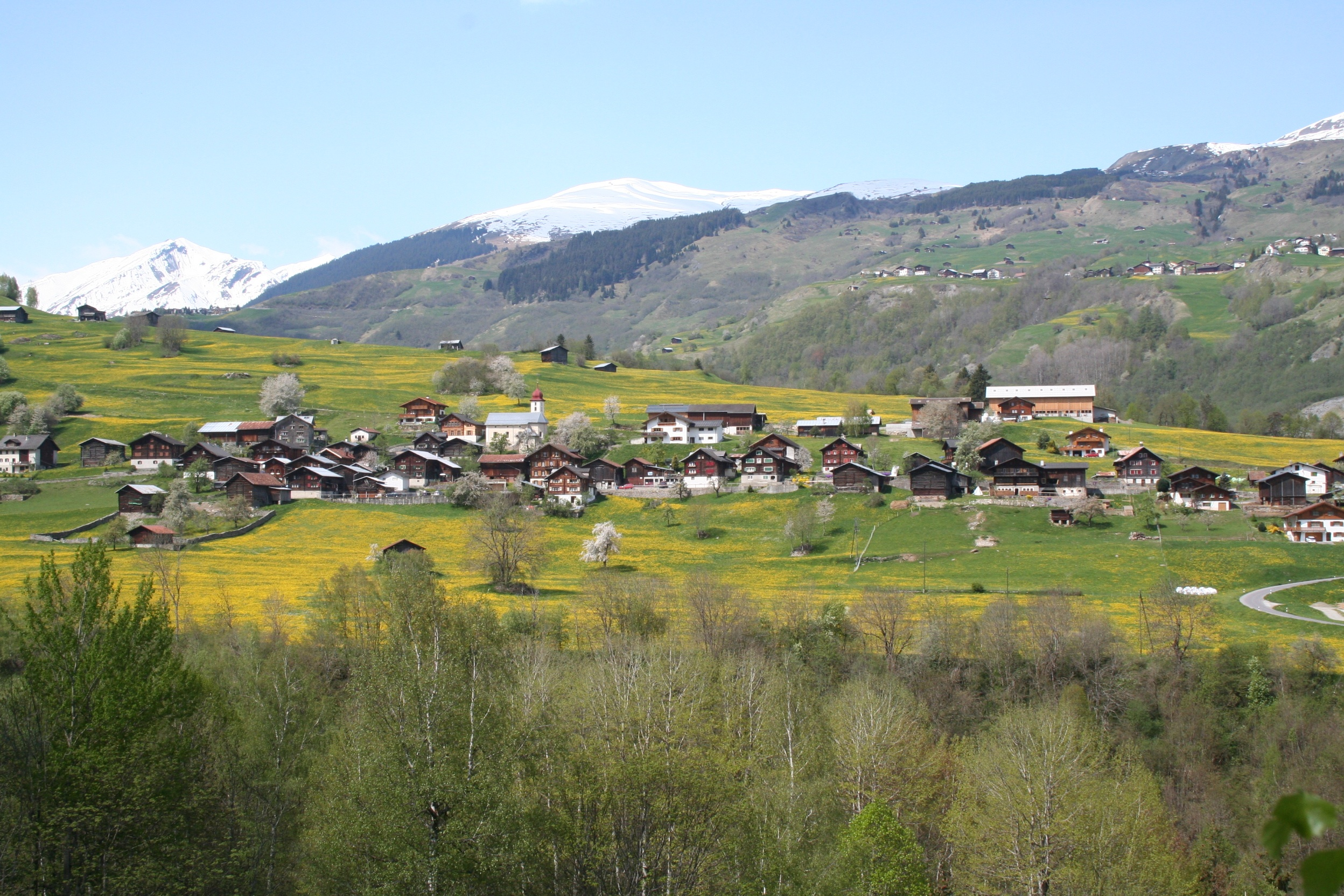
Vista de Surcasti.